# Amphicoma endroedii
Amphicoma endroedii là một loài bọ cánh cứng trong họ Glaphyridae. Loài này được Petrovitz miêu tả khoa học năm 1965.